# Shelter (película de 2010)
Shelter, conocida en Estados Unidos como "6 Souls" es una película sobrenatural dirigida por Måns Mårlind y Björn Stein, escrita por Michael Cooney, y protagonizada por Julianne Moore y Jonathan Rhys Meyers.

## Trama
Una psiquiatra descubre que las personalidades múltiples de uno de sus pacientes son víctimas de asesinato. Ella tendrá que descubrir qué pasará antes que su tiempo termine ...

## Elenco
- Julianne Moore como Cara.[7]
- Jonathan Rhys Meyers como Adam[8]
- Jeffrey DeMunn como Dr. Harding
- Frances Conroy como Mrs. Birnberg
- Nathan Corddry como Stephen.
- KatiAna Davis
- Michael Graves[9]
- Rick Applegate como Warden Collins.
- Nicole Leigh Belle
- Aaron Bernard
- Jim Brough
- Jeffrey Jones como Oficial de Policía.
- Drew Levinson
- Brooklynn Proulx como Sammy.

## Producción
La filmación tomó lugar en Pittsburgh a partir de marzo de 2008. 

## Lanzamiento
El lanzamiento en Reino Unido fue hecho para cines el 9 de abril de 2010.